# یاستژنبسکا وولا
یاستژنبسکا وولا (به لاتین: Jastrzębska Wola) یک روستا در لهستان است که در گمینا ایوانگسکا واقع شده‌است. یاستژنبسکا وولا ۳۳۰ نفر جمعیت دارد.